# Anosibe Ifody
Anosibe Ifody è una città e comune del Madagascar situata nel distretto di Moramanga, regione di Alaotra Mangoro. 
La popolazione del comune rilevata nel censimento 2001 era pari a 6 030 unità.